# 广州中医药大学

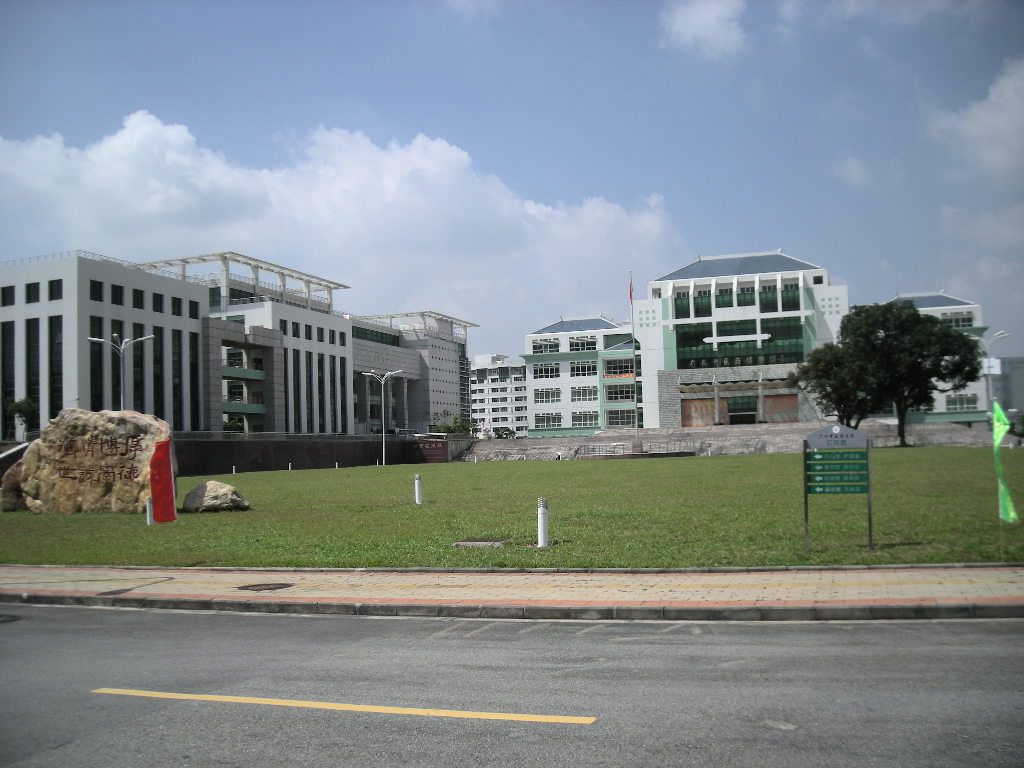
大学城校区图书馆和博物馆

广州中医药大学（英語：Guangzhou University of Chinese Medicine），简称广中医，是一所位于中国广东省广州市的中医药院校，创办于1956年，是全国最早兴建的4所中医药高等学府之一。前身为创立于1924年9月15日的广东中医药专门学校，1956年在其基础上建立广州中医学院，1995年2月更名为广州中医药大学。原属卫生部、国家中医药管理局领导，2000年转为中央和地方共建、以广东省管理为主。现为中国国内“一流学科建设高校”，广东省省级立项建设“211工程”学校，是現時13所廣東省高水平大學之一。2020年成为广东省、教育部、国家中医药管理局共建高校。

## 校区
学校分新老两个校区，老校区（三元里校区）（23°09′33″N 113°15′40″E / 23.15917°N 113.26111°E）位于广州市白云区三元里，占地面积327亩；新校区（大学城校区）（23°03′35″N 113°23′51″E / 23.05972°N 113.39750°E）位于广州市番禺区小谷围岛的广州大学城，占地面积近1050亩。

## 学院
- 基础医学院
- 第一临床医学院（第一附属医院）
- 第二临床医学院（第二附属医院）
- 第三临床医学院（第三附属医院）
- 第四临床医学院（附属深圳中医院）
- 第五临床医学院（附属广东第二中医院）
- 第六临床医学院（广州中医药大学深圳医院（福田））
- 第七临床医学院（附属深圳宝安中医院）
- 第八临床医学院（附属佛山中医院）
- 第九临床医学院（东莞医院、附属东莞中医院）[6]
- 第十（中山）临床医学院（附属中山中医院）
- 针灸康复临床医学院
- 中药学院
- 护理学院
- 医学信息工程学院
- 公共卫生与管理学院
- 外国语学院
- 马克思主义学院
- 体育健康学院
- 继续教育学院
- 国际学院

## 学科
学校有医科、工科、管理、理科、经济、文科、教育7个学科门类，16个本科专业，其中中医学开办了3个方向的七年制本科教育；3个广东省名牌专业。有8个高等职业技术教育专业，此外开展成人教育和各层次的对外教育。
拥有3个一级学科博士学位授予权，共有博士点15个，硕士点18个，是首批被批准为临床医学专业学位（博士、硕士）和非医学专业本科毕业生攻读中医学研究生的试点单位之一，其中博士点、硕士点已经覆盖所有的中医、中药、中西医结合一级学科。已经建立了中医学、中西医结合、中药学3个博士后科研流动站。
拥有4个国家重点学科；7个国家中医药管理局重点学科；8个广东省重点学科。拥有科技部重点实验室和工程中心5个，部（局）级重点实验室19个（含4个合作），全国中医重点专科8个及省级中医重点专科9个等技术平台，其中国家级重点学科中医内科学设立了“长江学者奖励计划”特聘教授岗位。
建成了5个综合性教学实验室和1个临床教学综合实验室。承担世界卫生组织项目2项，国家级课题44项，省部级课题218项；共获国家科技进步奖5项，省部级科技进步奖36项。

## 排名聲譽
在2025年软科中国中医药大学排名中，学校位列全国第4名。

## 校园生活
有学生会，广播台，社团联合会，勤工俭学，英语之家，中医协会等组织

## 附属医院

### 直属附属医院
| 医院                                                        | 建院日期      | 院本部             | 等级     | 其他院区/分院 |
| ----------------------------------------------------------- | ------------- | ------------------ | -------- | --- |
| 广州中医药大学第一附属医院                                  | 1963年11月2日 | 广东省广州市白云区 | 三级甲等 | |
| 广州中医药大学第二附属医院 （广东省中医院）                 | 1933年8月14日 | 广东省广州市越秀区 | 三级甲等 | 二沙岛医院（1997，广州市越秀区） 芳村医院（广州市慈善医院）（2002，广州市荔湾区） 珠海医院（原珠海市中医院）（2002，珠海市香洲区） 大学城医院（2007，广州市番禺区） |
| 广州中医药大学第三附属医院 （广州中医药大学附属骨伤科医院） | 1985年7月18日 | 广东省广州市荔湾区 | 三级甲等 | 江南西院区（1985，广州市海珠区） 桥东院区（原广州市芳村区中医医院）（2002，广州市荔湾区）                                                                           |
| 广州中医药大学附属粤海医院 （广州中医药大学第四附属医院）   | 1986年        | 海南省三亚市吉阳区 | 一级     | |

### 非直属附属医院
| 非直属附属医院名称                       | 医院                                                                 | 等级     | 加入非直属附属医院时间 |
| ---------------------------------------- | -------------------------------------------------------------------- | -------- | ---------------------- |
| 广州中医药大学深圳医院                   | 深圳市福田区中医院                                                   | 三级甲等 |                        |
| 广州中医药大学顺德医院                   | 佛山市顺德区中医院                                                   | 三级甲等 |                        |
| 广州中医药大学番禺医院                   | 广州市番禺区中医院                                                   | 三级甲等 | 2025年1月14日          |
| 广州中医药大学东莞医院（附属东莞中医院） | 东莞市中医院                                                         | 三级甲等 | 2007年                 |
| 广州中医药大学惠州医院                   | 惠州市中医医院                                                       | 三级甲等 |                        |
| 广州中医药大学茂名医院                   | 茂名市中医院                                                         | 三级甲等 |                        |
| 广州中医药大学梅州医院                   | 梅州市中医医院（梅州市田家炳医院）                                   | 三级甲等 |                        |
| 广州中医药大学附属深圳中医院             | 深圳市中医院（广州中医药大学深圳临床医学院）                         | 三级甲等 | 1998年                 |
| 广州中医药大学附属中山中医院             | 中山市中医院（广州中医药大学第十（中山）临床医学院）                 | 三级甲等 |                        |
| 广州中医药大学附属广州中医医院           | 广州市中医医院（广州市针灸医院、广州医科大学附属中医医院）           | 三级甲等 | 2004年                 |
| 广州中医药大学附属佛山中医院             | 佛山市中医院（南方医科大学附属佛山中医院）                           | 三级甲等 | 2004年                 |
| 广州中医药大学附属广东第二中医院         | 广东省第二中医院                                                     | 三级甲等 |                        |
| 广州中医药大学附属南海妇产儿童医院       | 佛山市南海区妇幼保健院（佛山市南海区妇产医院、佛山市南海区儿童医院） | 三级甲等 |                        |
| 广州中医药大学附属湛江第一中医院         | 湛江市第一中医医院                                                   | 三级甲等 |                        |
| 广州中医药大学附属湛江第二中医院         | 湛江市第二中医医院                                                   | 三级甲等 |                        |
| 广州中医药大学附属广州中西医结合医院     | 广州市中西医结合医院（广州市花都区中医医院）                         | 三级甲等 | 2007年                 |
| 广州中医药大学附属广东中西医结合医院     | 广东省中西医结合医院（佛山市南海区中医院、暨南大学南海中医院）       | 三级甲等 |                        |
| 广州中医药大学附属新会中医院             | 江门市新会区中医院                                                   | 二级甲等 |                        |
| 广州中医药大学附属台山中医院             | 江门市台山区中医院                                                   | 二级甲等 |                        |
| 广州中医药大学附属汕头中医院             | 汕头市中医医院                                                       | 三级甲等 |                        |
| 广州中医药大学附属海南中医院             | 广东省中医院海南医院（海南省中医院）                                 | 三级甲等 | 2009年                 |
| 广州中医药大学附属重庆北碚中医院         | 重庆市北碚区中医院（广州中医药大学第一附属医院重庆医院）             | 三级甲等 |                        |
| 广州中医药大学附属清远中医院             | 清远市中医院                                                         | 三级甲等 |                        |
| 广州中医药大学附属宝安中医院             | 深圳市宝安区中医院                                                   | 三级甲等 | 2011年                 |
| 广州中医药大学附属陕西安康中医院         | 安康市中医医院                                                       | 三级甲等 | 2012年                 |
| 广州中医药大学附属海口中医院             | 海口市中医医院                                                       | 三级甲等 |                        |
| 广州中医药大学附属三亚中医院             | 三亚市中医院                                                         | 三级甲等 |                        |
| 广州中医药大学附属深圳平乐骨伤科医院     | 深圳平乐骨伤科医院（深圳市坪山区中医院、深圳市骨伤科医院）           | 三级甲等 |                        |
| 广州中医药大学附属内蒙古国际蒙医医院     | 内蒙古国际蒙医医院                                                   | 三级甲等 |                        |
| 广州中医药大学附属内蒙古中医医院         | 内蒙古自治区中医医院                                                 | 三级甲等 |                        |
| 广州中医药大学附属高州中医院             | 高州市中医院                                                         | 三级甲等 | 2015年                 |
| 广州中医药大学附属阳江中医医院           | 阳江市中医医院                                                       | 三级甲等 | 2017年                 |
| 广州中医药大学附属阳春中医院             | 阳春市中医院                                                         |          | 2017年                 |

## 著名学者
- 邓铁涛（1916－2019），广东开平人，1932级校友，国医大师，广州中医药大学终身教授。邓老是一位理论和临床兼备的中医大家，2009年荣获国医大师称号，享年104岁。
- 刘仕昌（1914－2007），广东惠州人，1933级校友，岭南温病大家，广州中医药大学终身教授。SARS期间，不顾89岁高龄，率领众弟子诊治患者，取得卓越疗效。
- 林毅，全国乳腺病学科的领军人物，国医大师。
- 禤国维，研究方向为皮肤性病方向，国医大师。
- 张忠德，广州中医药大学副校长，全国抗击新冠肺炎疫情先进个人。
- 黄志东
- 金观源
- 李国桥

## 相關事件

### 前校长剽窃论文事件
2004年前任校长徐志伟指使下属吴丽丽老师为其捉刀，剽窃前一届毕业，现留校任教的博士生敖海清的博士论文。同校的赖文教授发现二人论文相似处多达40%以上，甚至连笔误和错漏之处也如出一辙。在赖教授的不懈追查下，2007年刀手吴丽丽老师终于也承认自己被逼无奈做了这件事，两位老师向上级主管部门实名举报徐志伟校长剽窃论文，骗取学位的事实后，连续遭到徐志伟校长的打击和报复。该起风波成为引起网络舆论热评的学术腐败众多案件中的事件之一。

### 博士生在校被劫殺、強姦案
2006年4月6日20时20分，女博士生、广中医一院風濕專科醫生趙詩哲在大學办公楼，被校外匪徒闖入搶劫、強姦、捂口扼颈导致机械性窒息死亡，死后被焚尸滅跡。此為趙詩哲命案。家屬起訴要求大學承擔赔偿责任，大學自辯「赵诗哲在学校工作时间以外（註：20时20分）自行滞留在学校，其行为有一定的不当之处。并且这是来自学校外部的突发性、偶发性侵害，应由侵害人承担责任。」最終家屬敗訴。

### 國難忠醫成員涉嫌嫖娼被帶走事件
2020年1月8日香港反送中運動期間，香港抗爭人道組織國難忠醫的一位成員在廣州讀書期間涉嫌嫖娼被公安机关带走。随后廣州中醫藥大學校方聲稱民警在廣州市越秀區上苑酒店拘捕郭同學和同場一名賣淫女子，被捕者对嫖娼行为供认不讳。然而地點與被捕者身邊人士說辭不一，有指被帶走地點實為學校宿舍。